# Cy Feuer
Cy Feuer, eigentlich Seymour Arnold Feuerman, (* 15. Januar 1911 in Brooklyn, New York City, New York; † 17. Mai 2006 in New York City, New York) war ein US-amerikanischer Theaterbesitzer, Musikdirektor, Film- und Theaterproduzent.

## Leben
Cy Feuer arbeitete ab seinem fünfzehnten Lebensjahr als Trompeter in Clubs in Brooklyn und brach zugunsten dieses Berufs auch zunächst seine Ausbildung an der High School ab. Nach einigen Engagements, unter anderem an der Radio City Music Hall, tourte er 1938 mit dem Orchester von Leon Belasco durch die Vereinigten Staaten. Nach einem Tourneestop in Burbank trennte er sich von Belasco und erhielt eine Anstellung bei Republic Pictures. Dort arbeitete er an mehr als 100 Spielfilmen, hauptsächlich B-Movies, als Musikdirektor, Arrangeur und Komponist. Während des Zweiten Weltkriegs diente er drei Jahre lang beim US-amerikanischen Militär. 1947 verließ er Republic Pictures und zog zurück nach New York, wo er sich mit Ernest H. Martin zusammentat. Gemeinsam produzierten sie von Ende der 1940er bis Ende der 1970er Jahre nicht nur erfolgreich am Broadway, sondern betrieben auch das Lunt-Fontanne Theatre, wo Feuer gelegentlich auch als Theaterregisseur wirkte. Er erhielt drei Tony Awards sowie 2003 den Tony für sein Lebenswerk. Einige seiner erfolgreichen Theaterproduktionen adaptierte Feuer für Hollywood; zunächst 1952 die Filmkomödie Charleys Tante. Sein größter Erfolg als Filmproduzent war der Musicalfilm Cabaret. Er erhielt acht Oscars, Feuer selbst erhielt als Produzent eine Nominierung für den Besten Film, unterlag jedoch Albert S. Ruddy. 1985 produzierte Feuer das Filmdrama A Chorus Line. Das Filmmusical erhielt zwar drei Oscar-Nominierungen, war jedoch kommerziell nicht sonderlich erfolgreich.

## Filmografie (Auswahl)
- 1938: Storm Over Bengal
- 1938: Freunde im Sattel (Pals of the Saddle)
- 1939: Der gelbe Kreis (Daredevils of the Red Circle)
- 1939: Ein Cowboy in New York (Wall Street Cowboy)
- 1939: Pony Express (Frontier Pony Express)
- 1939: Stunde Null (The Zero Hour)
- 1939: Wasser für Arizona (New Frontier)
- 1939: Zorros Rache (Zorro’s Fighting Legion)
- 1939: She Married a Cop
- 1940: Die Rache der kupfernen Schlange (Mysterious Doctor Satan)
- 1940: Women in War
- 1940: Behind the News
- 1941: Adventures of Captain Marvel (Serial)
- 1941: Dschungel-Gangster (Jungle Girl)
- 1941: Sheriff von Tombstone (Sheriff of Tombstone)
- 1941: Mercy Island
- 1941: Sis Hopkins
- 1941: The Devil Pays Off
- 1942: Ice-Capades
- 1942: Der Draufgänger von Boston (In Old California)
- 1946: Karten, Kugeln, Banditen (Plainsman and the Lady)
- 1947: Der schwarze Reiter (Angel and the Badman)
- 1947: Hyänen der Prärie (Wyoming)

## Produktion
- 1952: Charleys Tante (Where’s Charley?)
- 1972: Cabaret
- 1974: Der Spatz von Paris – Edith Piaf (Piaf)
- 1985: A Chorus Line

## Broadway (Auswahl)
- 1948–1950: Where’s Charley?
- 1950–1953: Guys and Dolls
- 1953–1955: Can-Can
- 1954–1955: The Boy Friend
- 1955–1956: Silk Stockings
- 1961–1965: How to Succeed in Business Without Really Trying
- 1965–1966: Skyscraper
- 1966–1967: Walking Happy
- 1977–1978: The Act

## Auszeichnungen
- 1939: Oscar-Nominierung für Storm Over Bengal
- 1940: Oscar-Nominierung für She Married a Cop
- 1941: Oscar-Nominierung für Ice-Capades
- 1942: Oscar-Nominierungen für Mercy Island und Ice-Capades
- 1951: Tony Award für Guys and Dolls
- 1962: Tony Award für How to Succeed in Business Without Really Trying
- 1963: Tony-Award-Nominierung für Little Me
- 1966: Tony-Award-Nominierung für Skyscraper
- 1967: Tony-Award-Nominierung für Walking Happy
- 1973: Oscar-Nominierung für Cabaret
- 2003: Tony Award for Lifetime Achievement